# 大和市立下福田小学校
大和市立下福田小学校（やまとしりつ しもふくだしょうがっこう）は、神奈川県大和市福田にある公立小学校。

## 所在地
神奈川県大和市福田570

## 沿革
- 1978年（昭和53年）
  - 4月1日 - 渋谷小学校より分離し、開校。開校時点の児童数805名、職員数28名。
  - 4月3日 - 開校式挙行。
  - 6月5日 - 開校記念祝賀式典挙行し、この日（6月5日）を開校記念日と定めた。
  - 7月13日 - プール完成。
  - 8月27日 - 校庭遊具施設完成。
- 1979年（昭和54年）
  - 2月1日 - 校章制定。
  - 2月7日 - 体育倉庫完成。
  - 2月20日 - 校庭防球網完成。
  - 3月4日 - 校庭西通用門完成。
  - 3月30日 - 外便所完成。
  - 9月1日 - プレハブ教室設置。
- 1980年（昭和55年）3月3日 - 校歌制定。
- 1981年（昭和56年）
  - 2月2日 - 校舎北側三角農園を市より借用。
  - 4月1日 - 東側増築校舎完成。
- 1987年（昭和62年）6月4日 - 開校10周年記念式典挙行。
- 1988年（昭和63年）8月10日 - 全校舎体育館外壁塗装。
- 1989年（平成元年）11月29日 - 集中暖房工事完成。
- 1990年（平成2年）4月3日 - 防球ネット完成。
- 1991年（平成3年）9月18日 - 東門完成。
- 1994年（平成6年）4月1日 - 障害児級「こすもす」開設。
- 1996年（平成8年）
  - 3月21日 - プール塗装工事。
  - 11月20日 - 鳥小屋増築工事完成。
- 1997年（平成9年）
  - 3月18日 - PC教室完成。
  - 6月7日 - 開校20周年植樹式開催。
  - 7月1日 - シャワー室完成。
  - 11月5日 - 外便所新築。
- 1998年（平成10年）2月11日 - 視聴覚室完成。
- 2001年（平成13年）9月12日 - 耐震工事完成。
- 2002年（平成14年）
  - 2月8日 - 防災備蓄倉庫設置。
  - 3月30日 - プールスロープ設置。
  - 4月1日 - この年度から、学校週5日制・少人数学級・評議員制開始。
  - 8月30日 - 受電設備移転設置。
  - 9月25日 - PC校内LAN完成。
- 2003年（平成15年）
  - 2月20日 - 雨水利用のための樽設置。
  - 3月25日 - 鉄棒（低）改修設置。
  - 8月30日 - 体育館通路を車椅子用に改修。
- 2015年（平成27年）4月1日 - 三学期制開始。
- 2017年（平成29年）11月24日 - 創立40周年「お祝い会」開催。

## 通学地域
- 代官3丁目、4丁目
- 福田の一部

## 進学先
- 大和市立下福田中学校

## アクセス
- 大和市コミュニティバス「のろっと・南部ルート」で、「下福田小前」停留所[1]下車後、
  - 校地北側の「裏門」まで、すぐ近く。
  - 校地南側の「正門」（校門）まで、徒歩約155m・約3分。
- 小田急電鉄江ノ島線高座渋谷駅より、
  - 西口から、徒歩約950m・約15分。
  - 西口から、上述の『大和市コミュニティバス「のろっと・南部ルート」』で、「下福田小前」停留所まで16分、下車後学校正門まで徒歩。
    - なお、逆方向の高座渋谷駅へは、東口停留所まで「下福田小前」停留所から12分（西口停留所までは17分かかる）。

## 周辺
- 引地川 - 校地のすぐ東側を流れる。
- 若宮八幡宮
- 大和市立神明公園
- 大和市コミュニティセンター下福田会館
- この他は、小規模のマンション・アパートや一戸建て住宅が広がる。また、すぐ近くにはJR東海道新幹線が通るが、付近に駅は無い。